# Célia & Celma
Célia Mazzei e Celma Mazzei, conhecidas como Célia & Celma (Ubá, 2 de novembro de 1952), são uma dupla de irmãs gêmeas univitelinas, cantoras de música sertaneja do Brasil.
São filhas do fotógrafo e ex-músico Celidonio Mazzei.

## Carreira
Entraram em cena pela primeira vez aos cinco anos de idade, para cantar músicas sertanejas e italianas em circo armado em sua terra natal.
Formaram na adolescência, nos anos 1960, o Conjunto Garotas, alardeado com o primeiro grupo instrumental feminino do Brasil. Celia tocava bateria no conjunto enquanto Celma pilotava o contrabaixo acústico.
Foram admitidas, em 1968, como vocalistas do grupo O som psicodélico de L.C.V., do pianista carioca Luiz Carlos Vinhas.
Ainda no início da carreira, conheceram Carlos Imperial e formaram – com ele, Ângelo Antônio e Gastão Lamounier Neto – um grupo vocal chamado A Turma da Pesada, sucesso nos anos 1970. Pouco antes, no final da década anterior, ganharam um festival em Juiz de Fora, com a música Mandinga.
Em 1984, fizeram temporadas de apresentações com Cauby Peixoto, no Rio de Janeiro.
Em 1987, gravaram o primeiro disco solo.
Em novembro de 1990, Celia & Celma interpretaram personagens também cantoras, Luminada e Luminosa, na novela Ana Raio e Zé Trovão, da Rede Manchete, além de fazerem parte da trilha sonora da telenovela.
Em 1997, lançaram o LP Ary Mineiro, mostrando faces desconhecidas do autor de Ary Barroso. Descobriram pérolas como Aquarela Mineira, composta 11 anos depois da obra mais conhecida do compositor, Aquarela do Brasil. E também Mês de Maria, que remete à religiosidade tão presente no interior de Minas. Tem também Teus Óio, primeira composição de Ary.
Em 2000, lançam Brasil na Mesma Toada, com obras de João de Barro, João Pacífico e Herivelto Martins e de autores como Raul Seixas, Ivan Lins e Caetano Veloso.
Em 2004, contracenaram com Ronald Golias no humorístico “Meu Cunhado”, do SBT, poucos meses antes do seu falecimento.
Elas já produziram, apresentaram e dirigiram seu próprio programa de TV, transmitido pelo Canal Rural de abril de 1998 a abril de 2007.
Também lançaram dois livros – Cozinha Caipira de Celia e Celma e Do Jeitinho de Minas – e um CD com receitas cantadas. Do Jeitinho de Minas ganhou prêmio internacional em 2006, na categoria Culinária Regional, com premiação em Pequim.
Em 2011, elas gravam o CD Lembrai-vos… das Procissões e Devoções de Minas, com os cânticos sacros dos tempos de infância e adolescência.
Além de percorrer o Brasil todo, fizeram temporada de seis meses no Japão, em um bar chamado Saci Pererê, com músicos japoneses.
Em 2020, lançam o álbum "Celia & Celma 50 anos – Duas vidas pela arte". O disco é uma gravação ao vivo de um show feito pela dupla em 6 de junho de 2018 no Teatro Itália, na cidade de São Paulo, com participações de Altemar Dutra Jr., As Galvão, Claudette Soares, Renato Teixeira e Wilson Simoninha.